# Kedamean (plaats)
Kedamean is een bestuurslaag in het regentschap Gresik van de provincie Oost-Java, Indonesië. Kedamean telt 5334 inwoners (volkstelling 2010).